# 善光寺站
善光寺站（日语：／ Zenkōji eki */?）是位於山梨縣甲府市善光寺一丁目，東海旅客鐵道（JR東海）的身延線車站。
一般只有普通列車停站，在甲斐善光寺參拜時期，特急「富士川」會臨時停站。

## 歷史
在此站啟用前，並行的中央本線曾經設置了臨時停車場（臨時車站）2個月。
- 1917年（大正6年）
  - 4月5日：中央本線 石和至甲府之間開設甲斐善光寺臨時停車場。
  - 6月4日：甲斐善光寺臨時停車場廢止。
- 1928年（昭和3年）3月30日：富士身延鐵道市川大門至甲府之間開通，善光寺停留場啟用[1]。
- 1938年（昭和13年）10月1日：富士身延鐵道借給鐵道省使用，成為身延線[1]。同時升級為車站，名為善光寺站，開始貨物起卸業務。
- 1941年（昭和16年）5月1日：富士身延鐵道正式國有化[1]。
- 1960年（昭和35年）11月1日：結束貨物起卸業務。
- 1983年（昭和58年）4月10日：成為無人車站。
- 1987年（昭和62年）4月1日：伴隨國鐵分割民營化，車站由東海旅客鐵道（JR東海）營運[1]。

## 車站構造
車站是一座地面車站，設有1面1線的單式月台。曾經此站設有車站職員當值，在1983年（昭和58年）起成為無人車站，後來車站大樓發生火災燒毀。現時，連接車站出入口與月台的樓梯中設有上蓋，在月台上設有小型候車室。月台是建設在路堤和彎位上。
曾經在月台上設有男女共用廁所，現已撤走。當在此站舉行涼爽步行等活動時，由於預計會許多乘客於此站上落，因此乘客應該使用列車內的廁所。在車站到達前的列車廣播中會提醒乘客此事項。
此站是由南甲府站管理的無人車站。

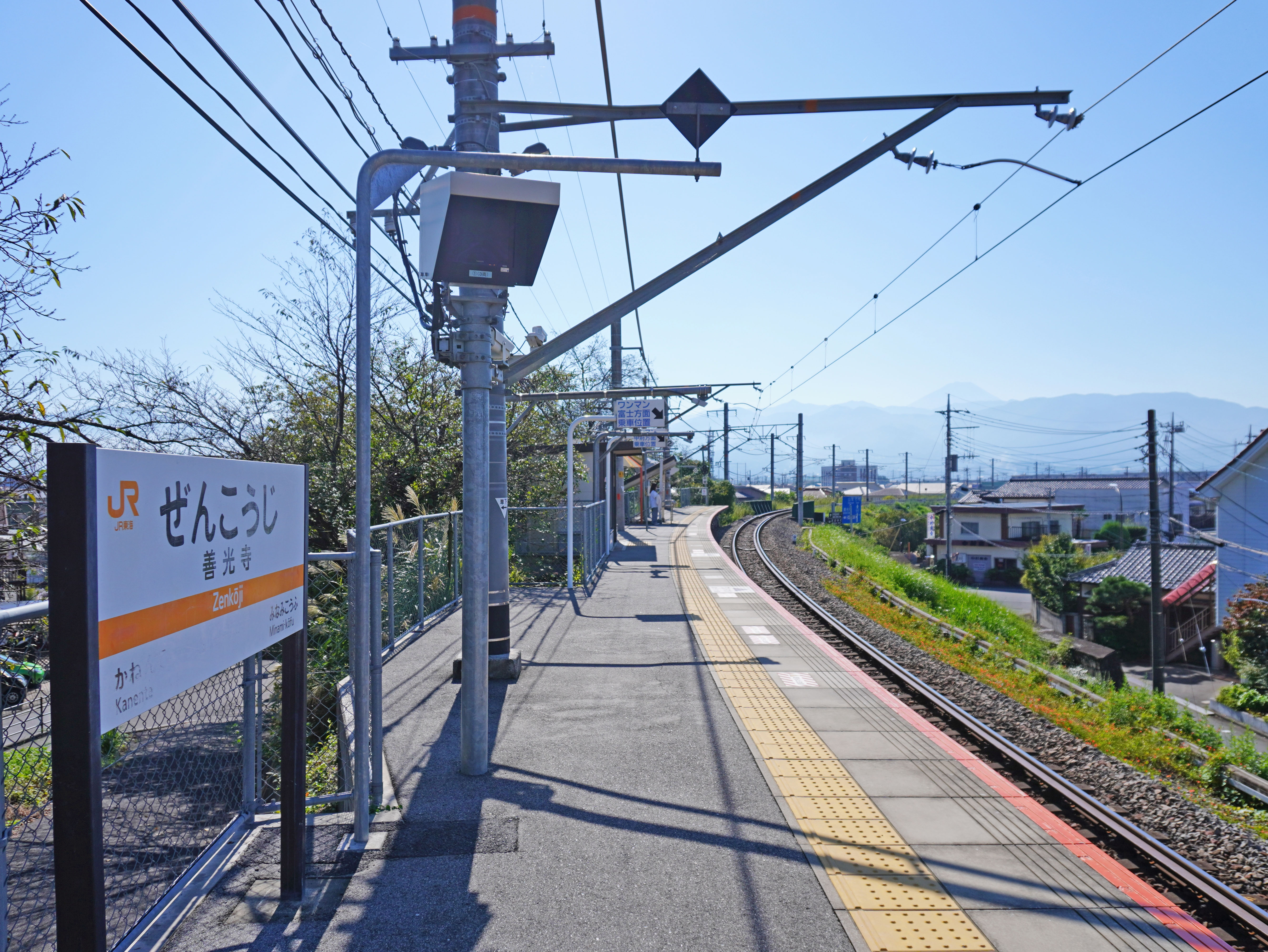
月台望向上行方向。（2022年10月）
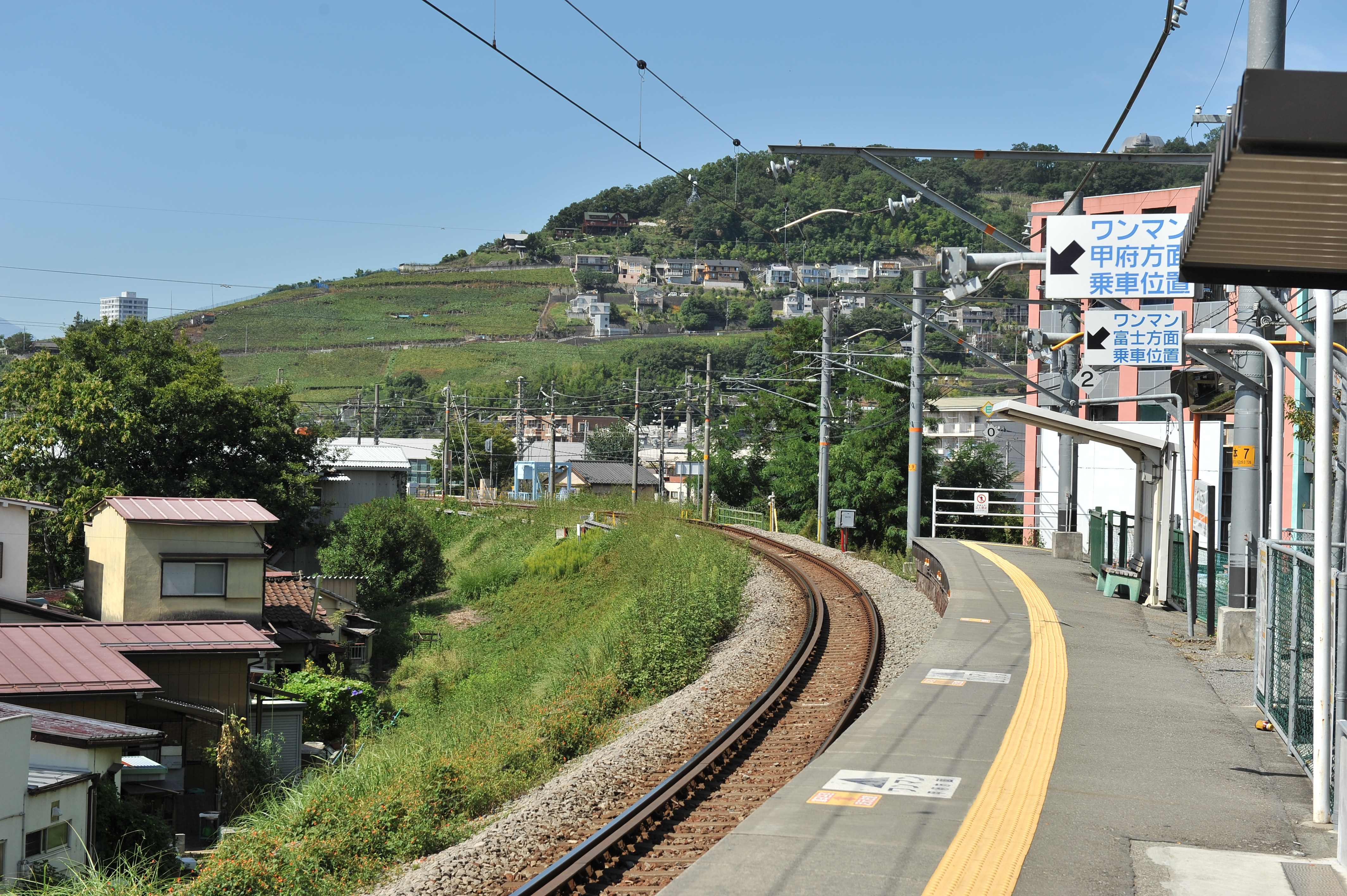
月台望向下行方向。（2012年9月）

## 使用狀況
以下為近年1日乘車人次列表：
| 乘車人次變化 | 乘車人次變化     | 乘車人次變化 |
| 年度         | 1日平均 乘車人次 |              |
| ------------ | ---------------- | ------------ |
| 2006         | 306              |              |
| 2007         | 331              |              |
| 2008         | 350              |              |
| 2009         | 346              |              |
| 2010         | 340              |              |
| 2011         | 353              |              |
| 2012         | 357              |              |
| 2013         | 374              |              |
| 2014         | 377              |              |
| 2015         | 408              |              |
| 2016         | 414              |              |
| 2017         | 406              |              |

## 車站周邊

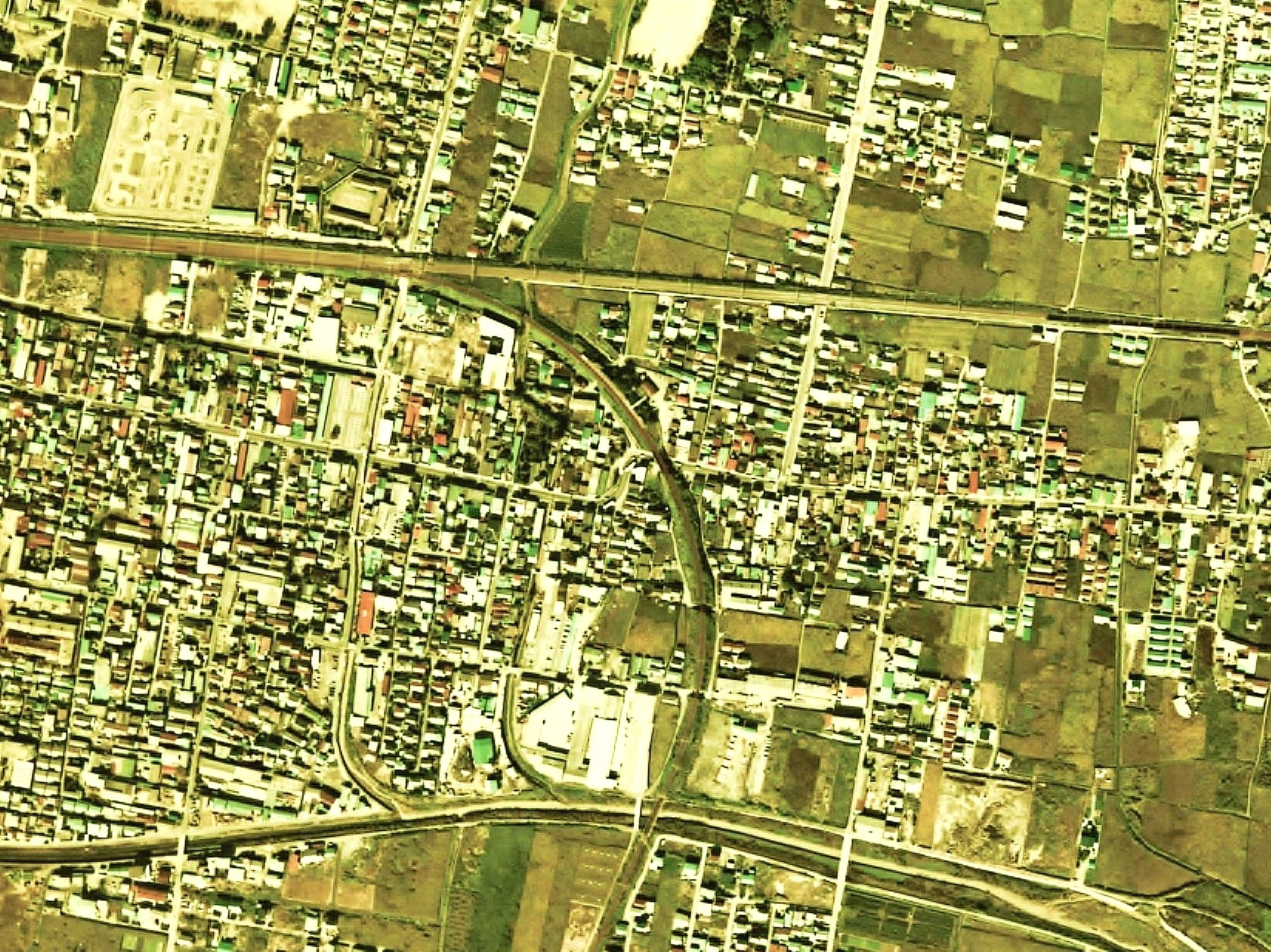
善光寺站附近的航空相片。在相片中央的彎位上為善光寺站。（1975年拍攝）

車站是建設在路堤上。在車站靠近身延一方設有鐵橋跨越國道411號（甲州街道）。車站出入口位於國道轉入小路內，因此從國道是看不見車站出入口。在鐵橋上設有標誌書寫「善光寺站」。在月台南邊的國道411號上，該國道會經過兩個急彎。
- 甲斐善光寺
- 山梨縣道109號善光寺線（日语：山梨県道109号善光寺線）
- 甲府市立里垣小學
- 甲府市立東中學（日语：甲府市立東中学校）
- 山梨県立甲府東高等學校（日语：山梨県立甲府東高等学校）
- 山梨学院中学高等學校
- 山梨学院小學（日语：山梨学院小學）
- 甲府東光寺郵局
- 山梨縣地場產業中心
- 酒折站 - 東邊700米

## 巴士路線
在國道411號設有一般巴士路線和中央高速巴士的巴士站。巴士站名稱方面，山梨交通的一般巴士路線名為「善光寺入口」，富士急巴士的一般巴士路線和中央高速巴士名為「善光寺」。
| 巴士站            | 巴士站             | 系統                                                                       | 主要途經                           | 目的地                       | 巴士公司                     | 備註 |
| ----------------- | ------------------ | -------------------------------------------------------------------------- | ---------------------------------- | ---------------------------- | ---------------------------- | ---- |
| 善光寺入口 善光寺 |                    | 90                                                                         | 山梨英和大學入口、石和八幡宮、御所 | 御所循環                     | 山梨交通                     |      |
| 善光寺入口 善光寺 | 91                 |                                                                            | 山梨英和大學                       |                              | 山梨交通                     |      |
| 善光寺入口 善光寺 | 98                 | 山梨英和大學                                                               | 石和溫泉站                         |                              | 山梨交通                     |      |
| 善光寺入口 善光寺 | 99                 | 山梨英和大學入口、石和溫泉站                                               | 山梨縣立博物館                     |                              | 山梨交通                     |      |
| 善光寺入口 善光寺 | K2                 | 山梨英和大學入口、石和溫泉站、山梨縣立博物館、下黑駒、河口湖站、富士急樂園 | 富士山站 內野                      | 富士急巴士                   | 在夏季以外的平日班次前往內野 |      |
| 善光寺入口 善光寺 | K3                 | 山梨英和大學入口、石和溫泉站、山梨縣立博物館、下黑駒                       | 富士山站                           | 富士急巴士                   | 經新倉河口湖隧道             |      |
| 善光寺入口 善光寺 | K4                 | 山梨英和大學入口、石和溫泉站入口、山梨縣立博物館                           | 下黑駒                             | 富士急巴士                   | 只限平日服務                 |      |
| 善光寺入口 善光寺 | 中央高速巴士甲府線 | 中央道日野                                                                 | Busta新宿（南出口）                | 山梨交通 富士急巴士 京王巴士 | 部分臨時班次前往新宿西出口   |      |
| 善光寺入口 善光寺 |                    | 90、98                                                                     | 甲府市立圖書館入口、甲府站、長塚   | 敷島營業所                   | 山梨交通                     |      |
| 善光寺入口 善光寺 | 99                 | 甲府市立圖書館入口、甲府站、甲府工業高校                                   | 敷島營業所                         |                              | 山梨交通                     |      |
| 善光寺入口 善光寺 | 98                 | 甲府市立圖書館入口                                                         | 甲府站                             |                              | 山梨交通                     |      |
| 善光寺入口 善光寺 | K2、K3、K4         | 甲府市立圖書館入口                                                         | 甲府站                             | 富士急巴士                   |                              |      |

## 相鄰車站
東海旅客鐵道（JR東海）
 身延線
南甲府－善光寺－金手

## 注腳
1. 1 2 3 4 5  曾根悟（監修）. 朝日新聞出版分冊百科編集部（編集） , 编. . 週刊 歴史でめぐる鉄道全路線 国鉄・JR (朝日新聞出版). 2009-07-26, (3): 22–23 （日语）.
2. ↑  「山梨縣統計年鑑」